# Windows Fundamentals for Legacy PCs
Windows Fundamentals for Legacy PCs (förkortad Windows FLP) är en version av Windows Server 2003 som är skapad för att utgöra ett steg mellan Windows 9x och Windows XP. Den är optimerad för datorer med lägre prestanda, främst avsedd för äldre datorer med omodern hårdvara som fortfarande kör Windows 95, Windows 98, Windows NT eller Windows ME. 
Windows FLP tar del av ny säkerhetsteknik som finns i XP SP2, bland annat Windows Firewall.